# Ferenc Farkas
Ferenc Farkas (hongarès: Farkas Ferenc)  (Nagykanizsa, 15 de desembre de 1905 - Budapest, 10 d'octubre de 2000) fou un compositor hongarès.
Nascut en una família musical (el seu pare tocava el cimbalom i la seva mare tocava el piano) a Nagykanizsa, Farkas va començar els seus estudis musicals a Budapest, al Protestant Gymnasium (Grammar School) i més tard va assistir a l'Acadèmia de Música, on va estudiar composició amb Leó Weiner i Albert Siklós.
Després de graduar-se el 1927, va treballar com a repetidor i director al Teatre Municipal de Budapest i va col·laborar amb el Ballet Diaghilev. Del 1929 al 1931, va assistir a la masterclass d'Ottorino Respighi a l'Accademia Nazionale di Santa Cecilia de Roma. Els anys que va passar a Roma van influir decisivament en ell. Va conèixer la cultura italiana i mediterrània a la qual va sentir una profunda atracció. Sobre això va dir: "El meu principal objectiu sempre ha estat aconseguir per mi una claredat i una proporció llatines".
Farkas va tornar a Budapest la tardor de 1931. Com que no va poder trobar cap altra tasca, va tocar el piano en diverses orquestres de teatre. El 1932 va conèixer el director Paul Fejos per a qui va compondre diverses partitures cinematogràfiques, primer a Hongria, després a Viena i Copenhaguen. Aquesta col·laboració havia de ser per a Farkas el començament d'una impressionant sèrie de música "aplicada" (música per a prop de 75 pel·lícules i 44 obres de teatre i obres de ràdio).

A la primavera de 1934, va realitzar investigacions pròpies sobre la música tradicional hongaresa recopilant cançons populars al comtat de Somogy:
| « | <"Quan vaig tornar dels meus viatges a l'estranger, em va quedar clar que el treball i la investigació de Bartók i Kodály van plantejar problemes crucials. que nosaltres, com a hongaresos, ens havíem de resoldre".> | » |

Des de 1935 va ensenyar a l'Escola de Música de la Ciutat de Budapest. Del 1941 al 1944 va ser professor de composició i director al Conservatori de Kolozsvár (avui Cluj-Napoca a Romania) i va dirigir el Cor de l'Òpera de la ciutat. A finals de 1944, a causa de la guerra, va haver de fugir a Budapest, on va treballar com a subdirector del Royal Opera Chorus durant el setge de la ciutat.
El 1946 fou enviat a Székesfehérvár, on fundà i dirigí el Conservatori. Va ser nomenat professor de composició a l'Acadèmia de Música Franz Liszt de Budapest el 1949, càrrec que va ocupar fins a la seva jubilació el 1975. Com a professor va tenir la seva major influència a la segona meitat del segle. Entre els seus estudiants hi havia: Attila Bozay, György Kurtág, György Ligeti i Miklós Kocsár.

## Obres
"Des del principi he participat en tots els àmbits de la música; no he volgut crear només un petit racó d'una habitació, ple d'ambient, amb un gust personal i sofisticat, sinó espais, grans i petits, disposats de manera diferent, agradable per viure-hi, amb les finestres obertes".
Les obres de Farkas inclouen més de set-cents opus. Va compondre en tots els gèneres, òpera, ballet, musicals i operetes, música orquestral, concerts, música de cambra i música sacra. La seva àmplia cultura literària li va permetre musicar paraules en 13 idiomes, procedents d’uns 130 escriptors i poetes tant antics com moderns.

## Obres principals
La majoria de les obres que s'esmenten a continuació van acompanyades d'un enllaç extern que fa referència a una font única: el lloc web oficial de Ferenc Farkas (vegeu "Enllaços externs") que proporciona una descripció detallada de l'obra i un extracte musical.

## Annexos
Catàleg complet
- Catàleg complet d’obres 2011. Catàleg complet d'obres de Ferenc Farkas desenvolupat per Andràs Farkas, fill del compositor. Aquest catàleg inclou moltes mostres musicals.

Repertori per instrument
Repertori per instrument establert a partir del catàleg complet d’obres d’Andràs Farkas per facilitar la investigació. Els instruments enumerats són: violí, viola, violoncel, baix, guitarra, arpa, dulcimer, flauta travessera, flauta de bec, oboè, clarinet, fagot, trompa, Alphorn, trompeta, trombó, tuba, saxo, tarogato, piano, clavicèmbal, orgue, acordió .
Bibliografia
- László Gombos, Confessions sobre música, escrits seleccionats de Ferenc Farkas, Budapest: Püski, 2004
- László Gombos, Ferenc Farkas, anglès traduït per Eszter Orbán, col·lecció «Compositors hongaresos» no 31, Budapest: Màgus Publishing, 2005